# Ernie Lombardi
Ernesto Natali Lombardi (Oakland, California, 6 de abril de 1908-Santa Cruz, California, 26 de septiembre de 1977), más conocido como Ernie Lombardi, fue un jugador profesional estadounidense de béisbol que se desempeñó en la posición de cácher en las Grandes Ligas de Béisbol (MLB). Es miembro del Salón de la Fama del Béisbol.

## Carrera
Lombardi jugó como profesional una temporada en Brooklyn Dodgers (1931), después pasó a Cincinnati Reds (1932-1941), luego a Atlanta Braves (1942), posteriormente a New York Giants, donde jugó cinco temporadas (1943-1947), y fue el equipo en el que se retiró.

## Reconocimiento
En 1986, ingresó como miembro al Salón de la Fama del Béisbol.